# الإجهاض في أوروبا
يختلف موضوع الإجهاض في أوروبا بشكل كبير بين الدول والأقاليم نظرًا لاختلاف القوانين والسياسات الوطنية المتعلقة بشرعيته وتوافر الإجراءات المتاحة وخطط الدعم البديلة للحوامل وعائلاتهن.
يُسمح بالإجهاض في معظم الدول الأوروبية ضمن فترة زمنية محدودة لا تتجاوز بداية حياة الجنين على سبيل المثال 12 أسبوعًا في ألمانيا وإيطاليا أو 14 أسبوعًا في فرنسا وإسبانيا، فضلًا عن وجود عدد من الاستثناءات التي تسمح بالإجهاض في وقت لاحق من الحمل، وتصل أطول مدة يُسمح فيها بالإجهاض إلى 24 أسبوعًا من بداية الحمل وهي المدة المسموحة في المملكة المتحدة وهولندا.
يُمول الإجهاض بالكامل أو يُدعم في العديد من الدول الأوروبية، تقتصر الأسباب المسموح بها للإجهاض على الحالات الحرجة فقط في بولندا وفي الولايات الأصغر مثل موناكو وليختنشتاين ومالطا وجزر فارو، لكنه يُحظر في أندورا بغض النظر عن أي سبب.
أشارت المحكمة الأوروبية لحقوق الإنسان في حكمها في قضية فو ضد فرنسا لعام 2004 إلى «اختلاف الآراء بشأن الفترة التي تبدأ عندها الحياة وتنوع القوانين والمعايير الوطنية للحماية»، بالتالي تُرك مجال واسع من الحرية في اتخاذ قرار الإجهاض.

## التاريخ
أجريت عمليات الإجهاض ضمن الإطار القانوني أو خارجه طوال تاريخ أوروبا، بالإضافة إلى الحلول التي قدمها معارضو الإجهاض في الحالات التي يكون فيها الحمل صعبًا أو غير مرغوب فيه مثل رعاية القرابة بواسطة أقارب الأبوين البيولوجيين أو الأصدقاء أو التبني كما في المجتمع الروماني وكفالة الأطفال من قبل المؤسسات الرهبانية إذا كانت الأسرة غير قادرة على توفير الرعاية اللازمة، أما في العصر الحديث اُستحدثت خدمات رسمية مثل التبني وكفالة الأطفال ومستشفيات اللقطاء.

### اليونان القديمة وروما
كانت النقاشات حول الإجهاض والحمل وبداية حياة الجنين شائعة في الفلسفة والطب اليوناني والروماني ويُعتقد أنها كانت معروفةً أيضًا في الثقافات التي لم تترك تاريخًا مكتوبًا، كتب الكاتب الطبي سورانوس من أفسس في أوائل القرن الثاني الميلادي: «تختلف وسائل منع الحمل عن الإجهاض لأن الأولى لا تسمح بحدوث التخصيب أما الثانية تدمر الحمل بعد حدوثه، بقي هذا الموضوع محط جدل إذ يرفض البعض الإجهاض تمامًا لأن المهمة الأساسية للطب هي حماية حياة البشر بينما يوصي البعض الآخر بالإجهاض في حالات خاصة فقط».
أُخذت العديد من أساليب وطرق الإجهاض اليونانية والرومانية من النصوص الكلاسيكية القديمة وكان الإجهاض من اختصاص القابلات أو ممن لديهن دراية بالموضوع، إذ يتكلم أفلاطون في كتابه ثياتيتوس عن قدرة القابلة على إجهاض النساء في المراحل المبكرة من الحمل، كما يُذكر في إحدى المقاطع المنسوبة للشاعر ليسياس: «يعتبر الإجهاض جريمةً ضد الزوج في أثينا إذا كانت الزوجة حاملًا أثناء وفاته، إذ من الممكن أن يطالبه طفله غير المولود بالميراث».
وصف عالم اللاهوت المسيحي ترتليان الأدوات الجراحية التي كانت تستخدم في عمليات مشابهة لعملية توسيع وتفريغ الرحم الحديثة.

### تطور وجهة النظر المسيحية
أشار الدين المسيحي في كتاب الديداخي في القرن الأول إلى منع الإجهاض وقتل حديثي الولادة ونُشر هذا الكتاب في سوريا أو فلسطين وأصبح منتشرًا على نطاق واسع بعد نمو الكنيسة.
توافقت القيود المفروضة فيما يخص الإجهاض مع المجتمعات المسيحية إذ يرفض المتخصصين في الرعاية الصحية إجهاض الحوامل بسبب تأنيب ضميرهم أو اعتقاداتهم الدينية في الغالب.
حدد البابا يوحنا بولس الثاني التعاليم الكاثوليكية بشأن الإجهاض وحماية حياة الجنين منذ التخصيب في رسالته إنجيل الحياة التي صدرت عام 1995: «يجب احترام وحماية حياة الإنسان منذ لحظة التخصيب، كما يجب أن يُعترف به كإنسان له حقوق، ومن بين تلك تلك الحقوق حقه في العيش ككائن بريء في هذه الحياة».
اعتبرت المسيحية الأرثوذكسية الشرقية الإجهاض جريمةً إذ تنص فكرة الكنيسة الأرثوذكسية الروسية الاجتماعية على ما يلي: «اعتَبرت الكنيسة منذ العصور القديمة أن الإجهاض المُتعمد خطيئة جسيمة، كما انه لا يفرق شيئًا عن القتل المتعمد، وأن الحمل هو هبة من الله».
عارضت البروتستانتية أيضًا الإجهاض على الرغم من كونها تبنت فكرة السماح بالإجهاض بعد النظر في الأسباب، إذ كتب جون كالفن: «يعتبر الجنين كائنًا بشريًا على الرغم من كونه محصور في رحم أمه ومن الجريمة حرمانه من الحياة التي لم يجربها ويتمتع بها بعد».
أعرب أسقف الإتحاد الأنجليكي عن معارضتهم للإجهاض في مؤتمر لامبث عام 1930 وأكد كلامهم تقرير مؤتمر لامبث الذي ناقش موقف الأسرة في المجتمع الحالي لعام 1958، وأشاد به مؤتمر عام 1968 بقولهم: «يرفض المسيحيون بأشد العبارات ممارسة الإجهاض المتعمد أو قتل الأطفال الذي ينطوي على إنهاء حياة طفل وانتهاك الأم، إلا في حالة الضرورة الطبية الصارمة والتي لا يمكن إنكارها، إن قدسية الحياة بالنسبة للمسيحيين أمر مطلق لا يمكن انتهاكه».